# Cutremurul din Turcia (2011)
Cutremurul din Kütahya a fost un cutremur de 5,8 grade pe scara Richter care a avut loc la ora 23:15 (EEST).